# Ingram MAC-10
L'Ingram MAC-10 (o M10) è una pistola mitragliatrice leggera, sviluppata per le forze speciali U.S.A.

## Storia
La mitraglietta è stata sviluppata da Gordon Ingram nel 1970 ad Atlanta in due diverse versioni, la MAC-10 e la MAC-11, in cui le uniche differenze riguardano il tipo di munizioni impiegate (11,43 millimetri per il 10 e 9 × 19 mm per la 11) e il selettore di fuoco manuale e automatico presente solo sul modello 10.

## Caratteristiche tecniche
La mitraglietta è molto compatta. Ciò la rende facile da trasportare e da nascondere, ma a causa dell'elevato volume di fuoco ciò la rende anche molto imprecisa. Alla canna può essere aggiunto un silenziatore per sopprimere il rumore generato dall'esplosione dei proiettili.
Per compensare il forte rinculo tutti i modelli sono equipaggiati con un calcio pieghevole, mentre alcuni sono dotati con un freno di bocca che riduce il rinculo. Il meccanismo ad otturatore telescopico sposta in avanti il centro di massa della mitraglietta permettendo una maggiore precisione.

È usata specialmente da soldati speciali in spazi ristretti grazie al rateo di fuoco impressionante, al contrario diventa nettamente svantaggiosa in campi aperti, dove il forte rinculo non permette una giusta mira.

## Utilizzatori
- Bolivia[4]
- Cile[5]
- Colombia[4]
- Rep. Dominicana[5]
- Grecia[4]
- Guatemala[4]
- Honduras[4]
- Israele[4]
- Portogallo[4]
- Arabia Saudita[5]
- Spagna: varie forze di polizia.[6]
- Regno Unito[5]
- Stati Uniti: usato da forze speciali, inclusi LRRP e Navy SEAL, nella guerra in Vietnam.[5][7]
- Venezuela[4]

## Il MAC-10 nella cultura di massa
In ambito cinematografico, la MAC-10 compare nei film: Chi osa vince, 1997: Fuga da New York, Scarface, È una sporca faccenda, tenente Parker!, Pulp Fiction, Desperado, Arma letale 3 e True Lies, The Order (film 2024). 
- In ambito videoludico, la MAC-10 compare nei videogiochi Max Payne, Max Payne 2: The Fall of Max Payne[11], The Punisher (dove viene denominata .45 cal machine pistol)[12], Metal Gear Solid: Peace Walker[13], Grand Theft Auto: Liberty City Stories[14]e Vice City, Resident Evil[15], Killing Floor (proiettili incendiari, se utilizzata con il perk Firebug), inoltre compare nella serie Counter-Strike, nella gamemode per Garry's Mod Trouble in Terrorist Town, nel videogioco Battlefield Hardline, nel titolo della Treyarch Call of Duty: Black Ops Cold War. Infine compare nel videogioco ritmico Friday Night Funkin', in cui il personaggio Pico impugna l'arma in questione.
- In ambito anime e manga, la MAC-10 compare in Full Metal Panic![16], Black Lagoon e Battle Royale.
- In ambito letterario, il MAC-10 compare nel romanzo Hannibal e nel romanzo Destinazione inferno di Lee Child. La Ingram compare anche nel romanzo I denti della tigre di Tom Clancy e nel romanzo Battle Royale di Koushun Takami.
- In ambito musicale, nella canzone Can't catch me,  del famosissimo Avicii, una canzone che tratta molti temi tra cui la guerra, in un verso il cantate dice: "Before the guitar I had a MAC-10", ovvero "Prima della chitarra avevo una MAC-10". Anche il rapper Madman, in una strofa della canzone Killer Game con Salmo e Gemitaiz, menziona l'arma.